# Врангель (Аляска)
Вра́нгель (англ. Wrangell, тлингит. Ḵaachx̱aana.áakʼw) — город и боро в США, расположенное на юго-востоке Аляски. Население — 2308 человек (2000).

## История
Город основан русскими в 1834 году под названием Редут Святого Дионисия для защиты от притязаний на эти земли со стороны Компании Гудзонова залива. В 1839 году Компания Гудзонова залива арендовала у Российско-американской компании материковое побережье Юго-Восточной Аляски от мыса Спенсер на севере до южных границ Русской Америки. На арендованной земле её агенты заняли выстроенный русскими Дионисиевский редут в устье реки Стахин (Стикин), переименовав его в Форт-Стикин. В 1867 году Редут был занят американцами.
1 июня 2008 года город Врангель получил статус «город-боро» (City and Borough of Wrangell).
Город расположен в северо-западной части острова Врангеля, в 250 км на юг от Джуно. В двух километрах на северо-восток от делового центра города расположен аэропорт Врангель. Помимо аэропорта во Врангеле есть паром. Экономика района специализируется на рыболовстве. Ранее в городе была лесопильня.
В городе есть библиотека и по одной школе разного уровня (начальная — Evergreen Elementary School, средняя — Stikine Middle School, и старшая — Wrangell High School).

## Галерея
- Пристань
- Вид на океан с побережья города
- Клановый дом на острове Шейкс